# Polizzino
Il polizzino è una parte del modulo utilizzato per il servizio "vaglia" delle Regie Poste Italiane.
Il modulo era diviso in tre sezioni: il mittente ne tratteneva una sezione "ricevuta" e la rimanente parte del documento era inviata al beneficiario a cura del mittente. Il beneficiario presentandola all'ufficio postale, poteva, dopo aver firmato una liberatoria, incassare la somma e ricevere come promemoria dell'operazione una parte del modulo denominato polizzino su cui il mittente poteva avere vergato un breve messaggio.
Il vaglia dava la possibilità a chiunque di versare una somma di denaro presso un ufficio postale e con la ricevuta di versamento ottenuta di poter ritirare detta somma presso qualsiasi ufficio postale prescelto sia nel Regno che nelle colonie (regola valida fino al 1865). È stato il primo servizio creato in Italia per il movimento del denaro; nel tempo vennero create altre categorie "vaglia ordinario", "vaglia telegrafico", "vaglia internazionale".